# La Blue Girl
La Blue Girl (jap. ラ・ブルー・ガール, Ra Burū Gāru, blue im Sinne von „unanständig, obszön“, vgl. blue movie = Pornofilm) ist ein sechsbändiger Hentai-Manga des Mangaka Toshio Maeda, der von 1989 bis 1992 erschien. Das pornografische Werk handelt von einem Ninja-Mädchen, das mit Sex-Techniken gegen Dämonen kämpft.
Der Manga wurde in mehrere Sprachen übersetzt und mehrmals unter dem Titel Injū Gakuen (淫獣学園) als Anime und Realfilm umgesetzt, zudem gibt es Videospiele und Artbooks. Neben der Einordnung in die Hentai-Mangas wird das Werk auch oft durch die enthaltenen Tentakel-Sex-Szenen charakterisiert.

## Inhalt
Das Schulmädchen Miko Midō (美童 巫女) und ihre Schwester Miyo sind, mütterlicherseits, Erben des Miroku-Ninja-Clans. Ihr Vater ist ein Dämon und Herrscher der Shikima, einer perversen Art von Dämonen. Bei den Auseinandersetzungen mit fremden Clans kommen neben den gewöhnlichen Schwertkampf auch immer wieder „Sex-Techniken“ zum Einsatz. Bei diesen unterliegt derjenige, der während des Sexualakts zuerst einen Orgasmus bekommt. Die Dämonen wurden einst vom Miroku-Clan kontrolliert, doch stehen einige von ihnen nach dem Diebstahl des magischen Artefakts des Clans nicht mehr unter einem Bann und revoltieren. Um einen neuen Anführer geschart entführen sie Miyo in eine Parallelwelt, um sie zur Sex-Sklavin zu verwandeln. Durch Masturbation gelingt es Miko, ihr ebenfalls in diese Welt zu folgen, gemeinsam mit dem zwergenhaften, voyeuristischen Ninja Nin-Nin, der eigentlich vollkommen unfähig ist und dennoch immer wieder die entscheidende Hilfestellung gibt. Dort kann sie zunächst den Anführer im Sexualakt besiegen und ihre Schwester befreien.
Danach taucht der tot geglaubte Dämon erneut auf und entführt die weibliche Volleyballmannschaft ihrer Schule. In der Welt der Shikima nutzt er das Artefakt, um den eigentlichen Herrscher und Vater von Miko erstarren zu lassen. Gleichzeitig unternimmt er, mit unfreiwilliger Hilfe von Mikos Mutter, den Versuch, die Grenzen zwischen beiden Welten einzureißen. So begibt sich Miko erneut zusammen mit ihrer Schwester und Nin-Nin nach Shikima, um dort ihre Eltern zu befreien. Dabei kommen ihnen einige Ninja eines fremden Clans in den Weg, die Miko recht mühelos beseitigen kann. Nicht zuletzt dadurch, dass sie ein Futanari ist und ihre Klitoris zu einer Art Penis anschwellen kann, was ihr besonders im Kampf gegen die weiblichen Ninja eine große Hilfe ist. Wieder zurück in der normalen Welt muss Miko zum ersten Mal feststellen, dass sie das blaue Blut eines Shikima in sich trägt.
Darauf folgen weitere Abenteuer mit Kämpfen gegen Dämonen, andere Clans und Außerirdische. In einigen Adaptionen tritt statt Miyo das Mädchen Yaku auf. Sie hat ähnliche Eigenschaften, ist aber nicht Mikos Schwester. Beide verwandeln sich in eine Werwölfin, wenn sie während des Vollmondes Sex ohne Orgasmus haben. Dies ist unter anderem eine Anspielung auf die historischen Vorstellungen über Futanari – Menschen, die entsprechend der Mondphase ihr Geschlecht wechseln.

## Veröffentlichung
Der Manga erschien von 1989 bis 1992 beim Verlag Leed-sha in sechs Tankōbon in Japan. Bdérogène veröffentlichte 2003 fünf Bände des Mangas in Frankreich, Central Park Media brachte die sechs Bände von 2002 bis 2004 auf Englisch heraus.

## Adaptionen

### Original Video Animations
Die erste Adaption den Mangas war die vierteilige Original Video Animation Injū Gakuen (淫獣学園), die von 1992 bis 1993 in Japan auf VHS erschien. Jede Folge hatte 45 Minuten, Regie führten Kan Fukumoto und Raizo Kitazawa. Bei der Produktion von Daiei waren außerdem Kinji Yoshimoto als Charakterdesigner und Megumi Kitazawa und Toshio Maeda als Autoren beteiligt. Die Musik komponierte Teruo Takahama, die Abspanne der Folgen wurden mit den Liedern Good-by Lonely Day und Lost Love von Atsumi Matsuzaki und Teruo Takahama, sowie Unmei no Page (運命のpage) von Noriko Noguchi und Teruo Takahama unterlegt. Das gleiche Team produzierte auch die zweiteilige Fortsetzung, die unter dem Titel Shin Injū Gakuen (真・淫獣学園) noch 1993 erschien. Alle sechs Teile erschienen auch auf Englisch bei Central Park Media.
Bei der Veröffentlichung der OVA in den USA wurden die japanischen Zensurpunkte entfernt und so halb fertig gezeichnete Genitalien sichtbar, die eigentlich nie gezeigt werden sollten. So entstand der Eindruck minderjähriger Protagonisten, was zu Beschwerden führte.
1996 wurde mit der vierteiligen Injū Gakuen EX eine OVA veröffentlicht, die den Anime fortsetzt, aber nicht mehr auf dem Manga basiert. Dem folgte 2001 eine weitere Fortsetzung unter dem Titel Injū Gakuen Fukkatsu-hen.
| Rolle     | japanischer Sprecher (Seiyū) |
| --------- | ---------------------------- |
| Miko Midō | Omi Minami                   |
| Nin-Nin   | Kappei Yamaguchi             |
| Yaku      | Mai Asakura                  |
| Miyu Midō | Mirei Asaoka                 |

### Realfilme
Der Manga war Vorlage für drei Realfilme, die alle ebenso pornografischen Inhalts sind:
- Injū Gakuen: Shikima-kai no gyakushū (1994)
- Injū Gakuen 2: Mashō no hime tanjō jissha-hen (1996)
- Injū Gakuen 3: Kunoichi-gari (1996)

### Bücher
In den USA erschienen 1997 und 1998 bei Central Park Media zwei Bände einer Comic-Adaption von Matt Lunsford und José Calderon. Auch wurden mehrere Anime-Comics veröffentlicht. Der erste der beiden Bände erschien 2001 bei BDérogène in Frankreich.
Zudem erschienen vier Artbooks: Das Buch Graffiti enthält Screenshots aus den ersten vier OVA-Teilen. In no Shō und Yō no Shō bieten Illustrationen und Screenshots aus den Animes La Blue Girl und Lady Blue. Yōjū Kyōshitu ist ein Artbook zum ersten Videospiel.

### Videospiele
Zu La Blue Girl erschienen zwei Spiele, beide mit dem Titel des Mangas. Das erste erschien für die Konsolen NEC PC-9801 und FM-Towns und basiert auf dem ersten Band des Mangas. Das zweite Spiel für Windows 95 adaptiert die Handlung der OVA La Blue Girl EX.

## Analyse und Interpretation
Laut Susan J. Napier stellt die Serie die weiblichen Rollen als machtvoller dar, als dies häufig in pornografischen Werken ist. Beide Ninjas schöpfen ihre Kraft aus ihrer Sexualität, aus den Sex-Kampftechniken oder wie Yaku/Miyu aus der Verwandlung in einen Werwolf. Doch wird in anderen Situationen der Erzählungen ihre Sexualität zur Schwäche, wenn sie sich ihr hingeben. Auch wird der weibliche Körper einerseits als vom Mann kontrolliertes und benutztes Objekt oder als von der Frau unkontrollierbar dargestellt, andererseits auch als Mittel des Widerstands und der Macht. So werden beide Opfer ihrer sexuellen Lust, durch die sie in Schwierigkeiten kommen und so durch den Lauf der Handlung für ihr Verhalten und ihre Fähigkeiten bestraft werden. Napier sieht in dem Anime keine Zurschaustellung männlicher Dominanz, denn Miko kann über ihren Peiniger siegen. Doch am Ende ordneten sich beide wieder Männern unter, als Yaku mit einem Jungen aus dem Dorf zusammenkommt und Nin-Nin Miko erneut belästigt. Im Schwert Zipangu, einem Gegner der beiden Ninja-Schwestern, sieht Napier eine Verkörperung von Androgynität. Zwar ist das Schwert selbst phallisch und bringt eine Dämonin zur Erregung, doch nimmt es das Verlangen der Frauen auf und ist so voll weiblicher Lust. Gerade diese Androgynität mache Zipangu zum unberechenbarsten Gegner.
Napier zählt das Werk zu denen, die auf dem Prinzip des matsuri, festlichen, der japanischen Kultur aufbauen. Es folge Ian Burumas Definition von matsuri als der „primitiven, obszönen und stetig gewalttätigen Seite der japanischen Kultur“. Teilweise fänden sich auch Einflüsse des elegischen Prinzips, so in den Hintergründen und Betonung des japanischen Ursprungs der Serie. Die durch Miyu/Yaku dargestellte Macht der Verwandlung ist ein wichtiges Element der japanischen Hoch- wie Volkskultur. Auch einige Elemente der Handlung sind typische Elemente japanischer Pornografie, so eine Szene, die beide Schwestern in einem öffentlichen Bad zeigt, oder Voyeurismus, der in der japanischen Kultur seit dem 10. Jahrhundert ein wichtiges Element der Erotik ist. Nin-Nin entspreche dem Klischee des lüsternen, aber lustigen Voyeurs. Er sei mit seiner sexuellen Lust Identifikationsfigur für den Zuschauer, der wie der Voyeur sexuelle Erregung sucht und womöglich wie Nin-Nin frustriert ist über die eigene sexuelle Erfolglosigkeit. Der komischen Figur gegenüber steht der dämonische Part, der in La Blue Girl vor allem durch Zipangu übernommen wird. Dieser lebt seine Sexualität skrupellos an seinen Gegnern aus. Wie oft in Animes ist dieser machtvolle männliche Charakter kein Mensch, sondern eine übernatürliche, dämonische Figur. Die Tentakel oder dämonischen Phalli ersetzen dabei menschliche. Diese zu zeigen war zur Zeit der Produktion zwar schon erlaubt, doch war die Darstellung männlicher Genitalien dennoch stark umstritten, sodass sie oft umgangen wurde.

## Rezeption
Die Serie findet häufig wegen ihrer Tentakel-Sex-Szenen Erwähnung. Patrick Drazen ordnet La Blue Girl den Hentai-Serien zu, die auch einen großen Anteil an Horror beinhalten und auf diese Weise auch oft sexuelle Ängste darstellen. Dennoch bedeute Sex für die beiden Schwestern vor allem Freude und nicht, wie in anderen Horror-Hentai wie Legend of the Overfiend, Sünde, Strafe oder Ursache einer Strafe.
Jason Thompson sieht im Manga eine Mischung einfacher, aber erfolgreicher Elemente von Animes und Mangas: Magical Girls, Ninjas und Tentakelmonstern sowie regelmäßigem Sex und Vergewaltigungen. Die Handlung sei absurd, für das Genre aber recht ausgefeilt. Dennoch laufe die Handlung meist darauf hinaus, dass die Ninja-Schwestern eine neue Sex-Ninjatechnik einsetzen, um den Gegner zu besiegen. Die Zeichnungen seien sehr realistisch gehalten, die Mimik der Figuren wirke aber oft emotionslos und gestellt.
La Blue Girl gehört laut Susan J. Napier zu den pornografischen Werken Japans, die die Frau nicht mehr nur in einer passiven Rolle zeigen, sondern auch als machtvolle Individuen. Der Anime sei nicht so brillant umgesetzt wie das verglichene Wicked City, biete aber eine komplexe und mitreißende Handlung. Mit den Verwandlungen Yakus enthalte die Serie alptraumhafte Szenen.